# ウィーンの謝肉祭の道化
『ウィーンの謝肉祭の道化』または『ウィーンの謝肉祭の騒ぎ』（独語:Faschingsschwank aus Wien）作品26 はロベルト・シューマンが1839年に作曲した全5曲から構成されるピアノ曲。「幻想的絵画」（Fantasiebilder）という副題が与えられている。同時期の作品に『フモレスケ』がある。

## 概要
シューマンは1838年の秋から翌1839年の3月にかけてウィーンに滞在していたが、同地では謝肉祭が行われており、その謝肉祭での体験に触発されたシューマンは、そこでの賑やかさなどの様子を幻想的に描写して本作を作曲した。5曲のうちの4曲は滞在中の1839年（3月以前）に作曲され、最後の1曲はライプツィヒに帰郷した同年の3月以降（または1840年の初め頃）に書かれている。
出版は1841年にウィーンのブライトコプフ・ウント・ヘルテル社より。楽譜はシナモン・ド・シールに献呈された。

## 構成
全5曲で構成される。演奏時間は約23分。単なる描写的作品ではなく、シューマンは当初「ロマンティックな大ソナタ」と名付けようとしていたように、変則的で自由なソナタとしても見て取れる。
第1曲 アレグロ（Allegro）
変ロ長調、4分の3拍子。「きわめて生き生きと（Sehr Lebhaft）」の指示。「アレグロ」とタイトルが付けられているが、速度を示すものではなく、楽曲の内容を表すものとして付けられている。フランス風のロンド形式による。5つのエピソードが挿入され、このうち第4のエピソードはフランス国歌の『ラ・マルセイエーズ』が一部用いられている。コーダは第2のエピソードによって閉じられる。
第2曲 ロマンス（Romanze）
ト短調、4分の2拍子。「かなりゆっくりと（Ziemlich Langsam）」の指示。3部形式による。全体は25小節の短い楽曲だが、叙情的な旋律によって始まる。中間部はハ長調（4分の3拍子）である。
第3曲 スケルツィーノ（Scherzino）
変ロ長調、4分の2拍子。「A-B-A-C-A」のロンド形式による。軽快なスケルツォで、明るい民謡風な旋律とリズムの主題が主要な動機となる。
第4曲 間奏曲（Intermezzo）
変ホ短調、4分の4拍子。「大いに精力を込めて（Mit Größter Energie）」の指示。16分音符による音型的伴奏が装飾風に一貫して置かれた楽曲。書法はメンデルスゾーンの『無言歌』と似ている。
第5曲 フィナーレ（Finale）
変ロ長調、4分の2拍子。「きわめて元気よく（Höchst Lebhaft）」の指示。ソナタ形式による。第1主題は激しい動きによるトッカータ風な音型。レガートの経過部の後、第2主題（ヘ長調）が現れ、展開部は第1主題を主体にして扱われる。コーダはプレストで力強く終える。

## 参考資料
- 『作曲家別名曲解説ライブラリー23 シューマン』 音楽之友社、1995年
- 『名曲事典 ピアノ・オルガン編』千蔵八郎 著、音楽之友社、1977年